# Имамадинов, Эсет
Эсет Имамадинов (1912 год, Хивинское ханство — неизвестно, Куня-Ургенчский район, Ташаузская область, Туркменская ССР) — звеньевой колхоза «Большевик» Куня-Ургенчского района Ташаузской области, Туркменская ССР. Герой Социалистического Труда (1957).

## Биография
Родился в 1912 году в крестьянской семье в одном из сельских населённых пунктов Хивинского ханства (в советское время — на территории Куня-Ургенчского района, ныне — Кёнеургенчского этрапа).
С раннего возраста трудился в частном сельском хозяйстве. Во время коллективизации вступил в колхоз «Большевик» Куня-Ургенчского района, которым руководил председатель Ашир Какабаев. В послевоенное время — звеньевой хлопководческого звена в этом же колхозе.
Звено под руководством Эсета Имамадинова ежегодно получало высокий урожай хлопка-сырца. Указом Президиума Верховного Совета СССР от 14 февраля 1957 года удостоен звания Героя Социалистического Труда за «выдающиеся успехи в деле развития хлопководства, широкое применение достижений науки и передового опыта в возделывании хлопчатника и получение высоких и устойчивых урожаев хлопка-сырца, за успехи, достигнутые в развитии животноводства и других отраслей сельского хозяйства в годы пятой пятилетки и в 1956 году» с вручением ордена Ленина и золотой медали «Серп и Молот» (№ 7176).
Проживал в Куня-Ургенчском районе. С 1973 года — персональный пенсионер союзного значения. Дата его смерти не установлена.
Награды
- Герой Социалистического Труда
- Орден Ленина
- Медаль «За трудовую доблесть» (30.07.1951)